# Sérgio Klein
Sérgio Klein (Sete Lagoas, 7 de julho de 1963 – Belo Horizonte, 3 de julho de 2010) foi um escritor brasileiro de contos e poemas.

## Prêmios
Ele recebeu o Prêmio Casa da America Latina conferido pela Radio France internationale, de Paris.
Com o volume de contos Palavras Cruzadas, obteve o primeiro lugar no Concurso Nacional de Literatura na cidade de Belo Horizonte, em 2002.
O primeiro livro da série Poderosa (indicada para o prêmio Jabuti) teve os direitos vendidos para o cinema e foi lançado na Espanha, na Galiza, no México, na Bulgária e na Itália.

## Outras publicações do autor
- Tremendo de coragem
- Uma janela no espelho
- Tempo sem tampa
- A menina que era uma vez
- A menina que era outra vez
- Bilboquê, que bicho é esse ?
- Cinema, pipoca e piruá
- Poderosa
- Poderosa 2
- Poderosa 3
- Poderosa 4
- Poderosa 5
- Uma familia muito estranha